# Ghislaine Thesmar
Ghislaine Thesmar (Pechino, 18 marzo 1943) è un'ex ballerina francese, danseuse étoile del balletto dell'Opéra di Parigi dal 1972 al 1983.

## Biografia
Figlia di un diplomatico francese, Ghislaine Thesmar è nata a Pechino e ha iniziato a studiare danza alla Pro Arte Musical di Cuba. Dopo essersi perfezionata a Casablanca e alla Scuola di danza dell'Opéra di Parigi, nel 1961 ha fatto il suo debutto con il Grand Ballet du Marquis de Cuevas. Dopo essersi unita al Jeunesses musicales de France è diventata musa e compagna di Pierre Lacotte, che ha creato diverse coreografie per lei e Michael Denard, suo partner sulle scene. Successivamente ha danzato con la compagnia di Roland Petit, con il Ballet Rambert di Londra e Les Grands Ballets canadiens de Montréal. Ha ottenuto il successo nel 1971 danzando come protagonista ne La Sylphide, in cui è apparsa anche in qualità di ballerina ospite all'Opéra Garnier; il successo è stato tale che Thesmar è stata proclamata danseuse étoile della compagnia.
Tra il 1970 e il 1972 ha danzato in alcune tournée negli Stati Uniti e nell'Unione Sovietica, in cui è apparsa come ballerina ospite al Balletto Bol'šoj e il Balletto Mariinskij. Dopo essere diventata prima ballerina dell'Opéra di Parigi ha danzato regolarmente tra la capitale francese e New York, dove ballava di frequente con il New York City Ballet per George Balanchine. Oltre ad aver danzato molti dei maggiori ruoli femminili del repertorio classico come Giselle, Swanilda in Coppélia, Odette e Odile ne Il lago dei cigni, Raymonda e Aurora ne La bella addormentata, ha danzato anche coreografie moderne e contemporanee di Petit, Balanchine, Serge Lifar e Jerome Robbins. Ha dato l'addio alle scene nel 1988, quando ha cominciato ad insegnare danza all'Opéra di Parigi durante il periodo della direzione artistica di Rudol'f Nureev. Ha lavorato come maîtresse de ballet e répétiteuse per la compagnia fino al pensionamento nel 2008.